# Ouratea hoehnei
Ouratea hoehnei är en tvåhjärtbladig växtart som beskrevs av Herman Otto Sleumer. Ouratea hoehnei ingår i släktet Ouratea och familjen Ochnaceae. Inga underarter finns listade i Catalogue of Life.